# Jerónimo de Loayza
Pour les articles homonymes, voir Loayza.
Jerónimo de Loayza y González (Trujillo, 1498 – Lima, 25 octobre 1575) est un prêtre dominicain espagnol et premier archevêque de Lima dans la vice-royauté du Pérou après avoir été évêque de Carthagène des Indes.

## Biographie
Né dans la province de Cáceres, Jerónimo de Loayza entre dans l'Ordre dominicain très jeune et, après sa profession religieuse, poursuit des études de théologie à Valladolid et au monastère de San Pablo à Cordoue.
En 1529 il est choisi pour la mission en Amérique. Il est d'abord envoyé à Carthagène des Indes où il prêche tant aux colons espagnols qu'aux indigènes de la région. Sa réputation de sainteté arrive aux oreilles de l'empereur Charles Quint qui le recommande au pape Paul III pour devenir évêque de Carthagène. Acceptant la nomination il doit néanmoins retourner en Espagne pour y être consacré le 29 juin 1538. Lorsque le pape Paul III décide de fonder le diocèse de Lima, il confie la charge à Jerónimo de Loayza y González qui devient alors le 13 mai 1541 le premier évêque de la ville. Le 12 février 1546 le diocèse de Lima est élevé au rang d'archidiocèse.
Présidant la conférence episcopale de la Vice-royauté, il pèse de tout son poids auprès de ses confrères évêque pour qu'un meilleur sort soit réservé aux populations indigènes dans les différents diocèses. Il fait partie de ces évêques et religieux qui poussent le pape à s'engager dans le débat et à déclarer publiquement l'égalité de dignité entre peuples autochtones des Amériques et Européens.
Jerónimo de Loayza y González fonda l'hôpital de Santa Ana de los Naturales, actuel hôpital national Arzobispo Loayza. Proche des malades il établit sa résidence à l'hôpital et s'occupe aussi de sa gestion. Après sa mort, il demanda à être enterré dans l'enceinte de celui-ci.
En 1551, il supervise la construction de la cathédrale de Lima. La même année il préside un synode des évêques de la région. Un second synode sera organisé en 1567 dont les conclusions firent grand bruit, les évêques y dénonçant les injustices et abus commis contre les populations indigènes.
Conscient que l'éducation jouait un rôle essentiel dans la vie chrétienne, il fut à l'origine des premières écoles mixtes dans lesquelles les fils de l'élite coloniale étudiaient ensemble avec les fils des chefs indigènes. Il soutint fortement les débuts de l'Université de San Marcos, la plus ancienne université des Amériques fondée par son Ordre et dont le premier recteur sera Tomás de San Martín (es).